# Élection présidentielle américaine de 1928
L'élection présidentielle américaine se tint le 6 novembre 1928. Herbert Hoover, originaire de l'Iowa et secrétaire au Commerce de l'administration sortante du président Coolidge fut largement élu. Il profita du boom économique que connaissait alors les États-Unis mais aussi d'une opposition d'une grande part de l'électorat protestant à son concurrent démocrate, Al Smith, gouverneur de New York et premier catholique candidat d'un grand parti à l'élection présidentielle américaine. Smith était aussi perçu comme un candidat anti-prohibition.
Smith ne remporta quasiment que les États du Sud en partie grâce à son colistier. Il s'imposa également dans la majorité des grandes villes américaines mais dans une Amérique encore majoritairement rurale cela ne lui permit pas de remporter les États. Cette élection allait d'ailleurs marquer le début d'une polarisation des votes par classe sociale entre les grands partis, les démocrates remportant les votes urbains, des cols bleus, des catholiques et des juifs.
Le président élu est entré en fonctions le lundi 4 mars 1929.

## Nomination républicaine
Le président sortant Calvin Coolidge ayant choisi de ne pas participer à cette élection, la course à l'investiture a été très ouverte. Les principaux candidats étaient le secrétaire au Commerce (Herbert Hoover, l'ancien gouverneur de l'Illinois Frank Orren Lowden et le leader de la majorité au Sénat Charles Curtis. Un mouvement de ralliement à Coolidge n'a pas réussi à s'imposer auprès des initiés du parti et n'a pas réussi à persuader Coolidge lui-même.
Dans les quelques primaires qui ont compté, Hoover n'a pas été aussi performant que prévu, et on pensait que le président Coolidge ou le vice-président Charles G. Dawes pourrait accepter une candidature en cas d'impasse, mais Lowden s'est retiré juste au moment où la convention allait commencer, ouvrant la voie à une victoire de Hoover.
La Convention républicaine, qui s'est tenue à Kansas City, Missouri, du 12 au 15 juin, a désigné Hoover au premier tour de scrutin. Hoover n'étant pas enclin à s'immiscer dans le choix de son colistier, les dirigeants du parti ont d'abord voulu donner à Dawes une chance de remporter un second mandat, mais lorsque cette information a été divulguée, Coolidge a envoyé un télégramme de colère disant qu'il considérerait une seconde nomination de Dawes, qu'il détestait, comme un "affront personnel". la nomination a été alors offerte à Curtis qui a accepté et a été nommé massivement au premier tour de scrutin. 
Dans son discours d'acceptation, huit semaines après la fin de la convention, le secrétaire d'État Hoover a déclaré : « Nous, en Amérique, sommes aujourd'hui plus près du triomphe final sur la pauvreté que jamais dans l'histoire de ce pays... Nous serons bientôt, avec l'aide de Dieu, en vue du jour où la pauvreté sera bannie de cette terre ». Cette phrase allait finir par hanter Hoover pendant la Grande Dépression.

## Nomination démocrate
Le souvenir du scandale du Teapot Dome s'estompant rapidement, et l'état actuel de prospérité faisant paraître les perspectives du parti faibles, la plupart des grands dirigeants démocrates, comme William Gibbs McAdoo, se sont contentés de ne pas participer à cette élection . De son côté le gouverneur de New York, Al Smith, avait déjà tenté à deux reprises d'obtenir l'investiture démocrate.
La Convention nationale démocrate de 1928 s'est tenue à Houston, au Texas, du 26 au 28 juin, et Smith est devenu le candidat au premier tour de scrutin.
La direction a demandé aux délégués de désigner le sénateur Joseph Taylor Robinson de l'Arkansas, qui était à bien des égards le pôle politique opposé à celui de Smith, comme son colistier, et il a été désigné candidat à la vice-présidence.
Smith a été le premier catholique romain à obtenir l'investiture d'un grand parti pour la présidence, et sa religion est devenue un sujet de discussion pendant la campagne. De nombreux protestants craignaient que Smith ne prenne les ordres des chefs de l'église à Rome pour prendre des décisions affectant le pays.

## Campagne électorale
L'anticatholicisme était un problème important pour la campagne d'Al Smith. Les ministres protestants l'ont averti qu'il recevrait des ordres du pape qui, de nombreux Américains le croyaient sincèrement, se rendrait aux États-Unis pour diriger le pays depuis une forteresse à Washington, si Smith gagnait. Selon une plaisanterie populaire, après l'élection, il envoya un télégramme d'un mot pour conseiller au pape Pie XI de "déballer"[15][16]. Au-delà des théories de conspiration, une enquête menée auprès de 8 500 ministres de l'Église méthodiste du Sud a révélé que seuls quatre d'entre eux soutenaient Smith, et que les méthodistes du Nord, les baptistes du Sud et les disciples du Christ étaient semblables dans leur opposition. De nombreux électeurs qui rejetaient sincèrement le sectarisme et le Ku Klux Klan anticatholique - qui avait décliné dans les années 1920 jusqu'à ce que la campagne de 1928 le relance - justifiaient leur opposition à Smith par leur conviction que l'Église catholique était une "non-américaine", une "culture étrangère" qui s'opposait à la liberté et à la démocratie.
Un exemple en est une déclaration publiée en septembre 1928 par l'Association nationale luthérienne des rédacteurs et des directeurs de journaux qui s'est opposée à l'élection de Smith. Le manifeste, rédigé par le Dr Clarence Reinhold Tappert, mettait en garde contre "la relation particulière dans laquelle se trouve un catholique fidèle et l'allégeance absolue qu'il doit à un "souverain étranger" qui non seulement "revendique" la suprématie dans les affaires séculières en principe et en théorie mais qui, à maintes reprises, s'est efforcé de mettre cette revendication en pratique". L'Église catholique, affirmait le manifeste, était hostile aux principes américains de séparation de l'Église et de l'État et de tolérance religieuse[17]. Des groupes ont fait circuler un million d'exemplaires d'un faux serment affirmant que des membres des Chevaliers de Colomb du quatrième degré avaient juré d'exterminer les francs-maçons et les protestants et de commettre des violences contre quiconque, si l'Église l'ordonnait. L'opposition de Smith à la Prohibition, une réforme clé promue par les protestants, lui a également fait perdre des voix, tout comme son association avec Tammany Hall. Comme de nombreux anticatholiques utilisaient ces questions comme couverture pour leurs préjugés religieux, la campagne de Smith a eu du mal à dénoncer l'anticatholicisme comme du sectarisme sans offenser les autres qui étaient favorables à la Prohibition ou qui n'aimaient pas la corruption de Tammany.
À cause de ces problèmes, Smith a perdu plusieurs États du Sud solide qui avaient été portés par les démocrates depuis la Reconstruction[19]. Cependant, dans de nombreux États du Sud ayant une population afro-américaine importante (et où la grande majorité des Afro-Américains ne pouvaient pas voter à l'époque), beaucoup pensaient que Hoover était favorable à l'intégration, ou du moins n'était pas déterminé à maintenir la ségrégation, ce qui a permis de surmonter l'opposition à la campagne de Smith. Pendant la campagne, le gouverneur du Mississippi, Theodore G. Bilbo, a affirmé qu'Herbert Hoover avait rencontré un membre noir du Comité national républicain et avait dansé avec elle. La campagne de Hoover a rapidement démenti cette "affirmation mensongère et ignoble".
La religion de Smith l'a aidé avec les immigrants catholiques romains de la Nouvelle-Angleterre (en particulier les Irlandais et les Italo-Américains), ce qui peut expliquer ses victoires serrées dans le Massachusetts et le Rhode Island, traditionnellement républicains, ainsi que sa défaite serrée dans son État d'origine, New York, où les précédents candidats démocrates à la présidence ont perdu par deux chiffres, mais que Smith n'a perdu que de deux pour cent

## Résultats
Le total des voix a dépassé de près de huit millions celui de 1924. C'était près de deux fois le vote exprimé en 1916 et près de trois fois celui de 1896. Toutes les sections de l'Union ont augmenté leur vote, les sections de la Montagne, du Centre-Sud-Est et du Centre-Sud-Ouest en particulier. Les augmentations les plus importantes ont été enregistrées dans les sections très peuplées (Nord-Est) du centre de l'Atlantique et du Centre-Nord Est, où plus de 4 250 000 votes supplémentaires ont été exprimés, soit plus de la moitié de l'augmentation nationale. On a enregistré une augmentation de plus d'un million de voix à New York et en Pennsylvanie.
Hoover a remporté l'élection avec une large marge sur les promesses de poursuivre le boom économique des années Coolidge. Il a reçu plus de voix que n'importe quel candidat du Parti républicain dans tous les États sauf cinq : Le vote de Hoover a été plus important que celui de Coolidge dans 2 932 comtés ; il a été moins important dans 143 des comtés comparables. Les 21 400 000 voix exprimées en faveur de Hoover ont également atteint le record de tous les votes pour un candidat à la présidence jusqu'à cette date et représentent une augmentation de plus de 5 500 000 par rapport au vote de Coolidge quatre ans plus tôt. Les républicains ont fait une percée importante dans le Sud : les pertes démocratiques les plus lourdes ont été enregistrées dans les trois sections du Sud (Atlantique Sud, Centre Est Sud, Centre Ouest Sud). Ces pertes comprennent 215 comtés qui n'avaient jamais soutenu un candidat républicain à la présidence, répartis comme suit : Alabama (14), Arkansas (5), Floride (22), Géorgie (4), Kentucky (28), Maryland (3), Mississippi (1), Missouri (10), Caroline du Nord (16), Tennessee (3), Texas (64), Virginie (26), Virginie occidentale (4). En Géorgie, huit comtés ont enregistré plus de votes pour les électeurs "anti-Smith" que pour les candidats des deux partis[23], tandis qu'un comté du Wyoming n'a enregistré aucun vote.
Les voix électorales de Caroline du Nord et de Virginie n'avaient pas été attribuées à un républicain depuis 1872, tandis que la Floride n'avait pas été portée par un républicain depuis l'élection très contestée de 1876. Le Texas a été porté par un républicain pour la première fois de son histoire, laissant la Géorgie comme le seul État restant qui n'a jamais été porté par un candidat républicain à la présidence. La Géorgie a finalement été remportée par Barry Goldwater en 1964. En tout, Smith n'a porté que six des onze États de l'ancienne Confédération, le nombre le plus faible porté par un candidat démocrate depuis la fin de la Reconstruction.
Smith a obtenu plus de voix que tout autre candidat démocrate dans trente des 48 États, tous sauf l'Alabama, le Colorado, le Delaware, l'Idaho, le Kansas, le Kentucky, le Montana, le Nevada, le Nouveau-Mexique, la Caroline du Nord, l'Oklahoma, l'Oregon, la Caroline du Sud, le Tennessee, le Texas, l'Utah, la Virginie et Washington. Dans quatre d'entre eux seulement (Tennessee, Oklahoma, Texas et Nouveau-Mexique), Smith a reçu moins de voix que Davis en 1924.
Smith a reçu presque autant de voix que Coolidge en 1924, et son vote a dépassé celui de Davis de plus de six millions et demi. Le vote démocrate a été plus important qu'en 1924 dans 2 080 comtés ; il a diminué dans 997 comtés. Dans une seule section, le vote démocrate est descendu en dessous de 38%, et c'était la section du Pacifique, la seule dans laquelle le pourcentage républicain dépassait 60%. Mais les Démocrates ont fait des progrès dans cinq sections. Parmi ces comtés, quatorze n'avaient jamais été démocrates et sept n'avaient été démocrates qu'une seule fois. L'importance et la nature de la répartition du vote démocrate illustrent les forces et les faiblesses de Smith en tant que candidat. Malgré l'évidence d'une augmentation du vote démocrate, la défaite écrasante de Smith au collège électoral et le maintien d'un si petit nombre de comtés démocrates reflètent l'attrait plus grand de Hoover. Smith n'a remporté les voix électorales que des États du Sud profond du Sud solide démocrate (plus l'Arkansas, État natal de Robinson) et des États du Massachusetts et du Rhode Island de la Nouvelle-Angleterre, qui comptaient une forte proportion d'électeurs catholiques. Ses 87 voix électorales sont les moins nombreuses qu'un candidat démocrate ait obtenues depuis les 80 voix obtenues par Horatio Seymour en 1868 (sans compter Horace Greeley en 1872, qui était soutenu par le parti démocrate, mais se présentait comme républicain libéral). Hoover a même triomphé par une faible marge dans l'État de New York, où habite Smith. Smith a porté 914 comtés, le plus petit dans le système du quatrième parti. Le total des républicains a bondi à 2 174 comtés, un nombre plus important que lors du grand renversement de 1920.
Le soutien des tiers a presque disparu, car l'élection de 1928 s'est révélée être un scrutin à deux partis, plus que tout autre dans le système du quatrième parti. Jusqu'à la scission majeure qui s'est produite avant l'élection de 1948 au sein du Parti démocratique entre les Démocrates du Sud et la faction plus libérale du Nord, aucune autre candidature importante de tiers, comme celle de 1912 et 1924, ne devait se présenter. Tous les "autres" votes n'ont totalisé que 1,08 % du vote populaire national. Le vote socialiste a chuté à 267 478, et dans sept États, il n'y a eu aucun vote socialiste.
Ce fut la dernière élection où les républicains gagnèrent la Caroline du Nord jusqu'en 1968, la dernière où ils gagnèrent le Kentucky et la Virginie occidentale jusqu'en 1956, la dernière où ils gagnèrent l'Arizona, la Californie, la Floride, l'Idaho, l'Illinois, le Minnesota, le Missouri, le Montana, le Nevada, le Nouveau Mexique, l'Oklahoma, le Tennessee, le Texas, l'Utah, La Virginie et Washington jusqu'en 1952, la dernière lorsqu'ils ont gagné le Maryland, le New Jersey, New York et l'Oregon jusqu'en 1948, la dernière lorsqu'ils ont gagné l'Ohio, le Wisconsin et le Wyoming jusqu'en 1944, et la dernière lorsqu'ils ont gagné le Colorado, l'Indiana, l'Iowa, le Kansas, le Michigan, le Nebraska, le Dakota du Nord et le Dakota du Sud jusqu'en 1940. À partir de 2016, il s'agit de la dernière élection où le candidat républicain a remporté les trois comtés contigus du comté de Saint Louis, Minnesota, du comté de Carlton, Minnesota et du comté de Douglas, Wisconsin, et la dernière jusqu'à Donald Trump en 2016 où les républicains ont remporté le comté voisin d'Itasca, Minnesota, Columbia, Oregon ou le comté de Grays Harbor, Washington. C'est également la dernière fois que le comté de Wayne, dans le Michigan, a soutenu un candidat républicain et la seule fois depuis 1908 où les républicains ont porté le comté d'Orange, en Caroline du Nord.
| Candidats       | Parti             | Grands électeurs | Vote populaire |
| --------------- | ----------------- | ---------------- | -------------- |
| Herbert Hoover  | Parti républicain | 444              | 21 427 123     |
| Alfred E. Smith | Parti démocrate   | 87               | 15 015 464     |